# デノミナシオン・デ・オリヘン
デノミナシオン・デ・オリヘン（スペイン語: Denominación de origen、カタルーニャ語: Denominació d'origen、ガリシア語: Denominación de orixe、英語ではDesignation of Originの意味、略称DO）は、スペインの食料品に対して与えられる原産地呼称制度。スペインワインを先駆けとするが、現在ではチーズ、蜂蜜、オリーブオイル、香辛料、シードラ（リンゴ酒）など様々な食料品で同様の原産地呼称制度が使用されている。ここでは特にスペインワインの原産地呼称制度について説明する。

## 適用産物
| - オリーブオイル - 米（ボンバ米） - パン、ケーキ、ペイストリー - チーズ、バター - 生肉 - 加工肉、ソーセージ - 燻製ハム - 魚、軟体動物、甲殻類 | - 野菜 - 果物 - 蜂蜜 - 香辛料、スパイス（以下の4種類のみ。エクストゥレマドゥーラ州ラ・ベラ(La Vera)およびムルシア州ムルシアのパプリカ、カスティーリャ・ラ・マンチャ州ラ・マンチャのサフラン、カナリア諸島ランサロテコチニージャ） - シードラ（リンゴ酒） - ワイン - 蒸留酒 |

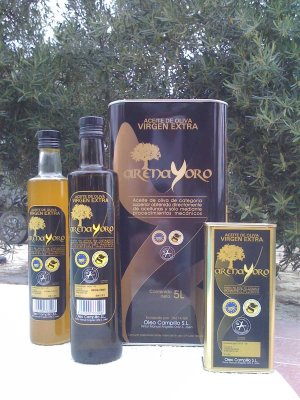
オリーブオイル（モンテス・デ・グラナダ）
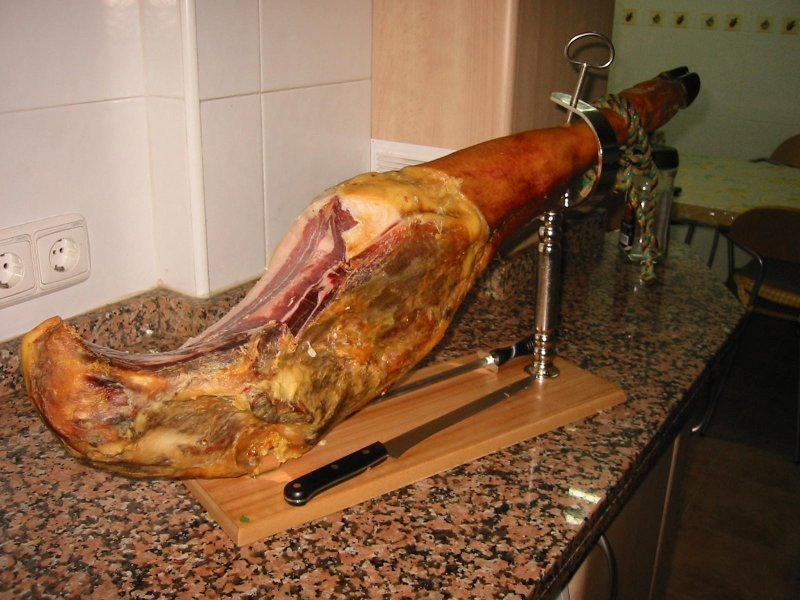
ハモン・セラーノ
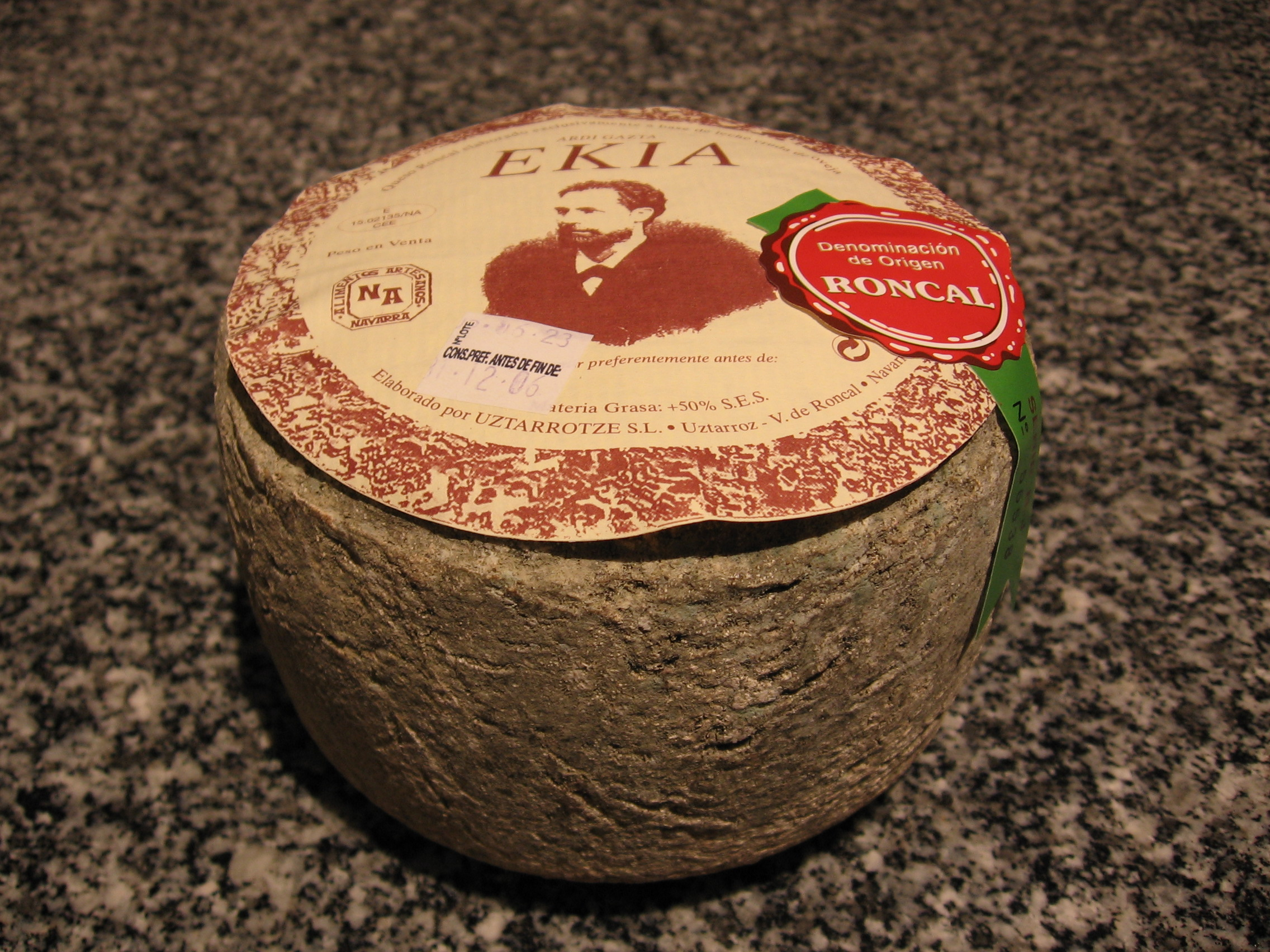
DOラベルが貼られたチーズ（ロンカル・チーズ）

## ワインにおける原産地呼称制度

### 歴史
生産したワインをバイヤーに安く買いたたかれていた小作農の独立の機運が高まり、1926年にリオハ原産地呼称統制委員会が設立されたのをはじめとして、ヘレス（シェリー）やマラガなど各地に自主的な原産地呼称統制委員会が設立されたため、1932年にはワイン法が制定されて各原産地呼称統制委員会を統括するようになった。
1970年にはワイン法が改定され、1970年代に「ブドウ畑、ワインおよびアルコールに関する法令」が施行されると、原産地呼称庁（INDO、現 品質呼称局）が設立されて、原産地呼称制度(DO)が定められた。
品質呼称局はブドウの栽培面積、地域の境界限定、栽培品種、植樹密度、収穫量、灌漑規制などや、ワインの収量、醸造法、アルコール度数、総亜硫酸量、揮発酸度、官能試飲検査などを定めた。1988年にはDOの上位カテゴリーとして特選原産地呼称(DOCまたはDOCa)が制定され、1991年にスペイン初のDOCとしてリオハが、2003年に2番目のDOCとしてプリオラートが認められた。
2008年にはリベラ・デル・ドゥエロがDOから昇格する予定であると報じられたが、実際にはDOにとどまった。2003年のワイン法改正時には、新たに畑限定原産地呼称(VP)が制定され、特定の畑のみから生産される個性豊かなワインとして、2009年に9の畑が認定されている。

### 原産地呼称制度の種類

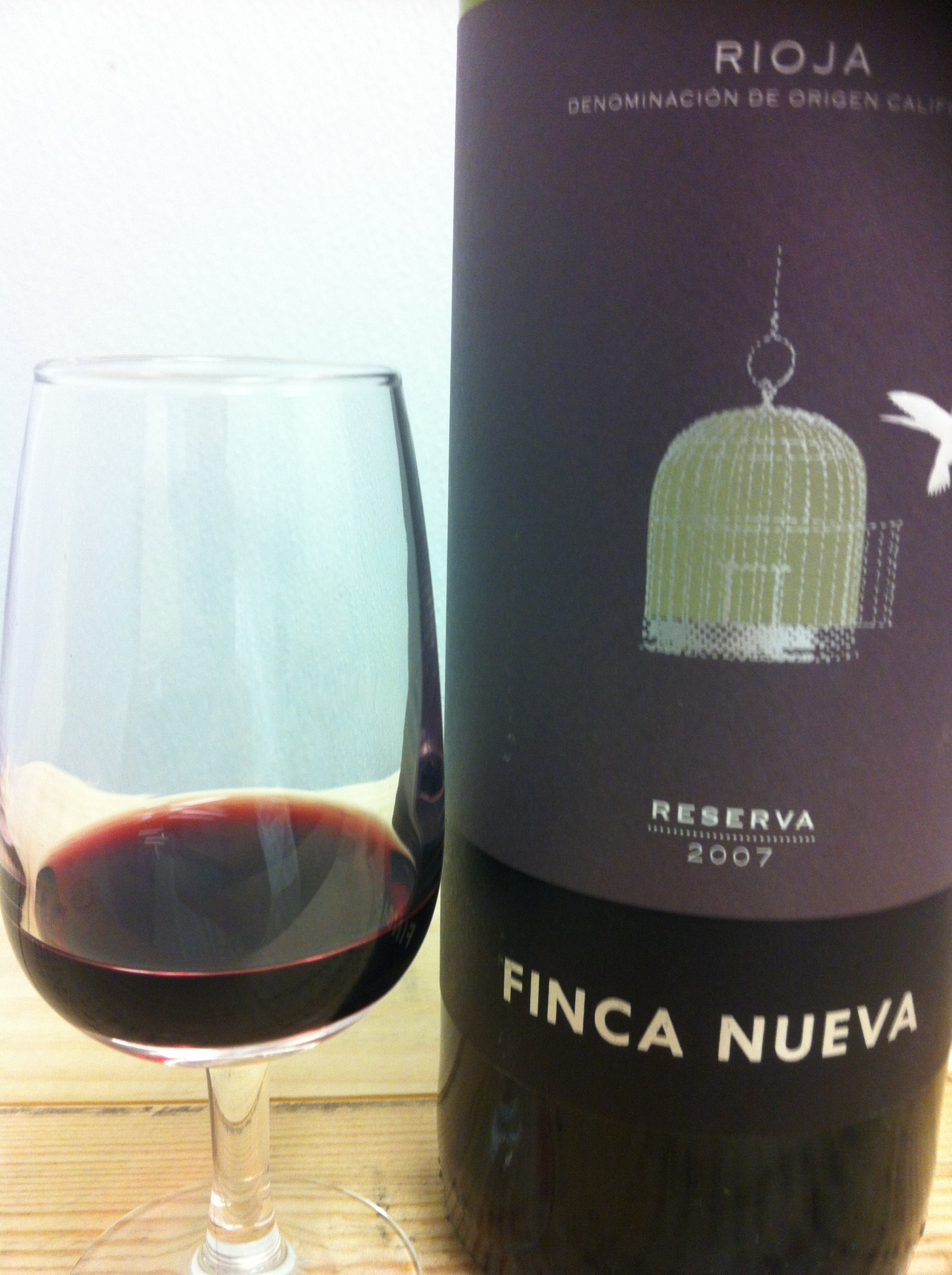
DOCリオハ

出典 : Wines from Spain Japan 、グキ・セラーズ・ジャパン

#### 保護原産地呼称(DOP)
- 1. 畑限定原産地呼称（ビノ・デ・パゴ、VP）
  - 特定の村落の特定のブドウ畑から生産される高品質ワインであり、DOCやDOに認定されていない地域に属していてもよい。2003年のワイン法改正の際に制定されたカテゴリーである。2009年時点では9、2014年時点では約10の畑のみが認定されており、国際的に名が知られている畑ばかりである[4]。
- 2. 特選原産地呼称（デノミナシオン・デ・オリヘン・カリフィカーダ、DOCまたはDOCa）
  - DOワインの中でもとりわけ高品質なワイン。2014年時点では2地域が認定されている[4]。イタリアのDOCGに相当する[4]。
- 3. 原産地呼称（デノミナシオン・デ・オリヘン、DO）
  - 原産地呼称統制委員会が設置された地域内で厳しい基準に基づいて生産されたワイン。60以上の地域が認定されており、高級ワインの中心的なカテゴリーとされている。
- 4. 地域名称付き（ビノ・デ・カリダ・コン・インディカシオン・ヘオグラフィカ、VCIG）
  - 特定の地域で収穫・醸造・熟成されたワイン。2003年のワイン法改正の際に制定されたカテゴリーである。

#### 保護地理的表示(IGP)
- 5. ビノ・デ・ラ・ティエラ(VdIT)
  - 地方ワインまたはカントリーワインの意味である。認定地域内で生産されたブドウを60%以上使用する[5]。フランスのヴァン・ド・ペイに相当する。
- 6. ビニェードス・デ・エスパーニャ
  - 安価な輸入ワインとスペインワインの区別のために2006年に制定されたカテゴリー。
- 7. ビノ・デ・メサ
  - テーブルワインの意味である。格付けされていない畑で生産されたワインや、異なる地方のワインを混入して製造したワイン[5]。フランスのヴァン・ド・テーブルに相当する。